# 보헤미안의 삶
《보헤미안의 삶》(La Vie De Boheme, Bohemian Life)은 핀란드에서 제작된 아키 카우리스마키 감독의 1992년 코미디, 드라마 영화이다. 앙리 뮈르제르의 소설 La Vie de Bohème에 기반을 두고 있다. 질 샤르망 등이 주연으로 출연하였고 아키 카우리스마키 등이 제작에 참여하였다.
아키 카우리스마키 감독은 1993년 유시상에서 영화감독상을 받았다.

## 출연

### 주연
- 질 샤르망
- 케네스 콜리

### 조연
- 에블린 디디
- 필립 도모이
- 사무엘 풀러
- 장 피에르 레오
- 루이 말
- 마티 펠론파
- 앤드레 펜번
- 카리 바나넌
- 안드레 윌름스